# Carola Behnke
Carola Behnke (* 16. Juli 1962 in Düsseldorf) ist eine deutsche Laiendarstellerin, die durch die Rolle der Beate Grieberg bei Köln 50667 bekannt wurde.

## Leben
Behnke absolvierte nach der Schule eine Ausbildung zur Bürokauffrau, arbeitete später allerdings hauptberuflich als Taxifahrerin. Im Jahr 2016 erhielt Behnke ein Rollenangebot für die Fernsehserie Köln 50667. In diesem Format spielt sie seit der Folge 969 (27. Oktober 2016) die Nebenrolle Beate Grieberg, eine Mutter, die sehr früh ihr erstes Kind bekam und es deshalb zur Adoption freigab. Vor dieser Rolle hatte Behnke bereits mehr als 20 Jahre als Komparsin gearbeitet.
Sie ist geschieden, hat eine Tochter und einen Enkel und wohnt in Grevenbroich.

## Filmografie
- X Diaries
- Mitten im Leben
- Familien im Brennpunkt
- Auf Streife
- seit 2016: Köln 50667 (Fernsehserie, RTL Zwei)